# Alessandro Luzio
Alessandro Luzio (San Severino Marche, 25 settembre 1857 – Mantova, 22 agosto 1946) è stato un giornalista, storico e archivista italiano.

## Biografia

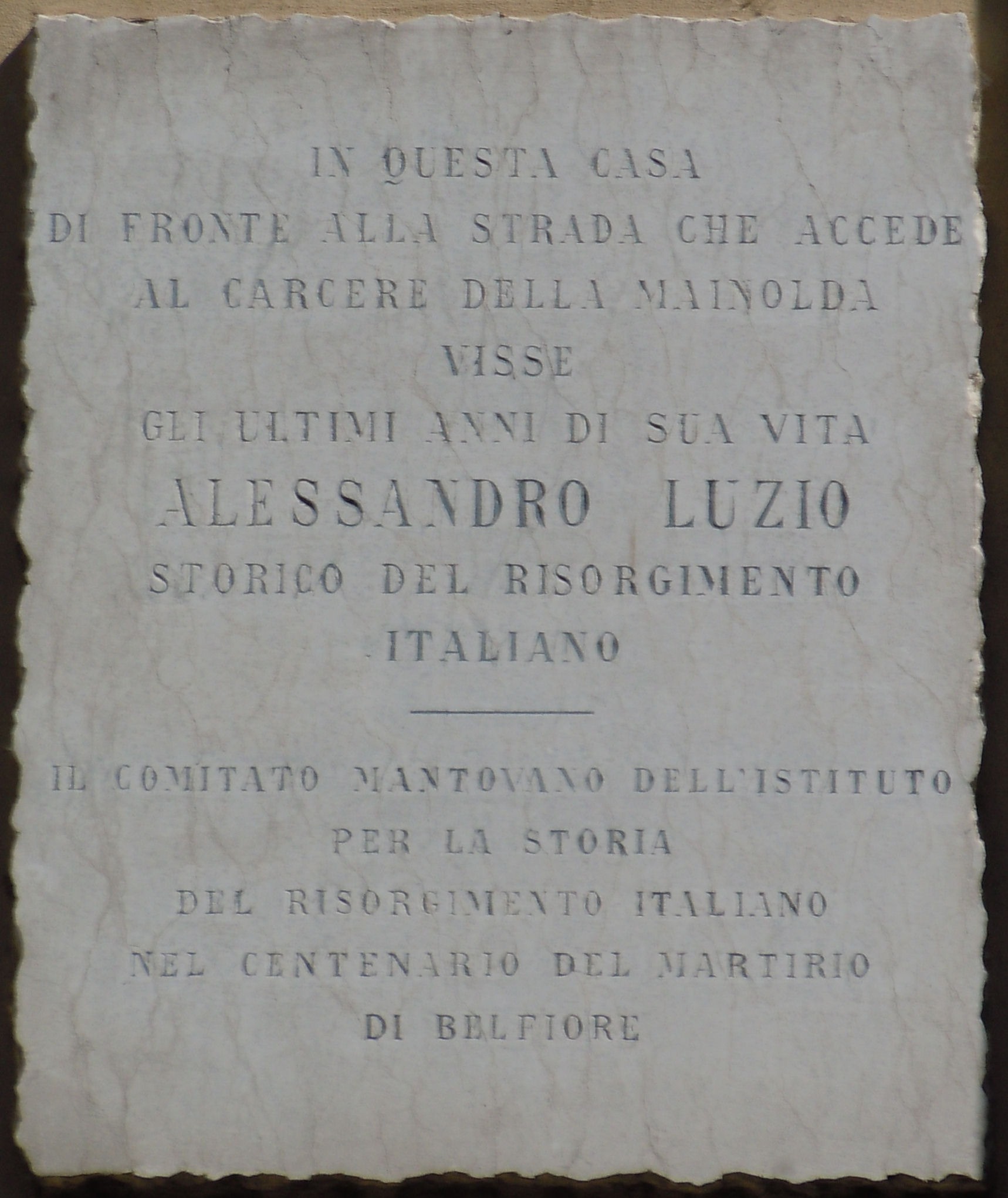
Mantova, lapide sulla casa in cui morì

Inizia la carriera giornalistica presso L'Ordine di Ancona. Fu chiamato, appena venticinquenne, a dirigere La Gazzetta di Mantova nell'anno 1882. Nel 1892 Felice Cavallotti iniziò una causa per diffamazione contro il direttore Luzio. Condannato, nel 1893, fu costretto ad abbandonare la direzione della Gazzetta scegliendo l'esilio a Vienna. In quella città poté approfondire, avendo accesso a fondamentali inediti d'archivio, lo studio storico sugli eventi che portarono alla morte dei Martiri di Belfiore. L'elaborazione della documentazione ivi raccolta unita a quanto ricostruito dai documenti mantovani, portarono alla pubblicazione de I martiri di Belfiore e il loro processo. Nella città virgiliana ritornò, una volta graziato, nel 1899, vincitore del concorso per direttore dell'Archivio di Stato. Durante quel periodo ebbe occasione di collaborare con vari storici italiani e stranieri. Particolarmente importante fu il suo apporto alla stesura della trilogia su Giuseppe Garibaldi (Garibaldi's defence of the Roman Republic - 1907, Garibaldi and the Thousand - 1909 e Garibaldi and the making of Italy - 1911) scritta da George Macaulay Trevelyan, la quale uscì, simultaneamente, anche in lingua italiana (Zanichelli editore).
Di fede monarchica, giunse all'apice della carriera di archivista divenendo nel 1918 direttore dell'Archivio di Stato di Torino. Terminato tale incarico andò in pensione e si ritirò a Mantova, non prima di essere stato nominato vice presidente dell'Accademia d'Italia e aver aderito al fascismo, approvando le leggi razziali. Nei primi anni torinesi aveva assistito alla nascita e all'avvento del fascismo, da cui non fu subito conquistato: ancora nella primavera del 1925 rimase estraneo alla guerra dei due manifesti, non firmando né il Manifesto degli intellettuali fascisti di Gentile né il Manifesto degli intellettuali antifascisti di Croce. La sua adesione al nuovo regime si manifestò soprattutto dopo la legge del 1925 contro le associazioni segrete (in pratica contro la massoneria), la cui relazione preliminare volle ripubblicata in appendice al secondo volume di La massoneria e il Risorgimento italiano. Questa, che resta l'opera più nota di Luzio, ha avuto una lunga gestazione e si presenta come una vera e propria demolizione della massoneria; studio di mero intento polemico messo in evidenza da esperti recensori. In un ritratto che fece di lui, subito dopo la sua scomparsa, Arrigo Cajumi scrive: «Di Alessandro Luzio, spentosi nell'agosto del 1946 senza che la sua scomparsa abbia destato echi o rimpianti diffusi, si narra che, in periodo repubblichino scorrazzasse in camicia nera a dimostrar plaudendo la sua fede; e durante la campagna d'Etiopia avesse composto un poema contro il Negus e cercasse di pubblicarlo pei tipi dell'Accademia d'Italia. Con il suo aspetto di placido ricercatore, dietro gli occhiali e il cravattino bianco alla Laval, Luzio era un passionale, e oltre le sue personalissime interpretazioni di uomini e fatti, difendeva con il furore degli eruditi le proprie riserve di caccia. Cominciò con una tenace e sproporzionata riabilitazione di Carlo Alberto, e finì col fare di Cavour  un politico di secondo piano, subordinandolo al superiore ingegno di Vittorio Emanuele Secondo!»

## Opere
- I martiri di Belfiore e il loro processo, Tipografia Editrice L. F. Cogliati, Milano 1905.
- Francesco Giuseppe e l'Italia, Milano, Treves, 1917.
- Il processo Pellico-Maroncelli secondo gli atti officiali segreti, Milano, Cogliati, 1903.
- Un pronostico satirico di Pietro Aretino (1534), Bergamo, Istituto italiano d'arti grafiche, 1900.
- I Corradi di Gonzaga signori di Mantova, Milano, Cogliati, 1913.[4]
- Giuseppe Mazzini carbonaro, nuovi documenti degli archivi di Milano e Torino.Torino, F.lli Bocca, 1920.
- Carlo Alberto e Giuseppe Mazzini. Torino, Bocca, 1923.
- La Massoneria e il Risorgimento italiano, 2 voll., Bologna, Zanichelli, 1925.
- (con Gaetano Cesari) I copialettere di Giuseppe Verdi, con prefazione di Michele Scherillo, Milano: Tip. Stucchi Ceretti & C., 1913.
- Manzoni e Diderot: la monaca di Monza e La Religieuse. Saggio critico, Milano, Fratelli Dumolard, 1884, on line.
- Saggi aretiniani, a cura di Paolo Marini, Manziana (RM), Vecchiarelli, 2010, ISBN 978-88-8247-284-9.
- Papà Radetzky, Firenze, Le Lettere, 2012.